# Бій при Рованіємі
Бої при Рованіємі — низка боїв, що відбувалися 14-16 жовтня 1944 року у часі Лапландської війни між фінськими та нацистськими військами під містом Рованіємі. У цьому протистоянні брали участь Фінська танкова дивізія та 3-тя дивізія й з іншого боку 20-та німецька гірськострілецька дивізія, в ході боїв місто було повністю зруйноване.

## Передуючі обставини
Рованіємі є центром Лапландії, найпівнічнішої фінської провінції, в часі Другої світової війни відіграло важливе значення як транспортний вузол — на дорозі між Петсамо та портом Ліїнахамарі. Коли почалася фінсько-радянська війна 1941—1944 років, уряд Фінляндії дозволив нацистським силам розмістити 20-у гірськострілецьку дивізію, вона розміщалася від Норвегії по всьому кордону в Лапландії. Перед 20-ю дивізією стояло завдання контролювати нікелеві рудники в Петсамо та зайняти порт Мурманськ, чим відітнути постачання СРСР конвоями союзників. Рованіємі було центром німецького штабу в Лапландії та німецького 5-го повітряного флоту.
В роки війни відносини німецьких гарнізонів з фінським населенням були спокійними, що, однак, змінилося після підписання сепаратного миру з СРСР. Загальна чисельність німецьких військ в Фінляндії складала понад 200000, і всі вони знаходилися в стані війни з СРСР, радянське керівництво вимагає від фінського витурити всі нацистські формування протягом 2-х тижнів, що було практично неможливо. Окрім того, Рованіємі був критично важливим транспортним вузлом в Лапландії для німецьких військових — через місто проходила залізниця та важливі шосейні дороги — зокрема, при евакуації.

## Підготування
Вже 1 жовтня фінські сили переходять в наступ проти нацистських формувань в районі Кемі — Торніо, підштовхувані умовами фінсько-радянського перемир'я. В тому ж часі інші фінські частини наступають на північ в інших напрямах, Фінська танкова дивізія рухається від Рануа на Рованіємі. Після закінчення боїв в Торніо 9 жовтня фінський 3-й дивізіон також рухається на Рованіємі по дорозі вздовж річки Кемійокі.
Піхотні частини, рухаючись вздовж Кемійокі, не мали змоги пересуватися швидко, дещо швидше просувалися війська, що виступили з Рануа. Цим часом німецькі частини займалися посиленням своїх позицій, 218-й гірський полк висувався для оборони від фінських наступаючих сил. Наступаючи, фінські сили мали кілька боїв з німецькими, зокрема в Їлмаа та Ківітайпала — без серйозних наслідків.
10 жовтня Рованіємі німецькими силами було цілком спалене; 548 будов (близько 90 % будов) згоріло.
13 жовтня німецьке керівництво видає наказ, згідно якого сили Третього Рейху при відступі в Фінляндії мали застосовувати тактику випаленої землі.
14 жовтня передові підрозділи фінських військ досягають околиць Рованіємі — з них бронетанкова Jaeger-бригада, що наступала від Рануа. Фінська розвідка напередодні встановила, що один з мостів через річку Кемійокі не був зруйнований та мінований, частини захоплюють його та здійснюють перевезення військ. Загальмування нацистських сил із зруйнуванням моста була мотивована детонацією набоїв поїзда на станції Рованіємі, котрі вибухнули з такою силою, що була зруйнована більша частина міста, і вони фізично не встигли за подоланням наслідків вибуху дістатися до моста за 3 км від міста. Фінські сили встигли досягти мосту, доки він був цілий, однак німецькі частини змогли відтіснити їх, отримавши змогу зруйнувати міст.
Наступною спробою було просування 15 жовтня 11-ї фінської піхотної дивізії наблизитися до Рованіємі шляхом по північному берегу Кемійокі. Командир дивізії приймає рішення оточити німецькі підрозділи та переїздить ближче до Рованіємі — в Кіттіля, нацистські сили врятувала мала кількість набоїв у фінів, єгерський полк Вермахту таким чином зумів відійти майже неушкодженим.
17 жовтня фінські частини вступили до Рованіємі.

## Наслідки
Бої під Рованіємі мало вплинули на обидві сторони; найбільшим наслідком стало майже повне спустошення міста, котре відбулося ще до боїв. Переважні втрати та поранення німецьких сил були пов'язані з вибухами та пожежами в Рованіємі, незважаючи на всі спроби пригасити руйнування.